# Cantonul Mouthe
Cantonul Mouthe este un canton din arondismentul Pontarlier, departamentul Doubs, regiunea Franche-Comté, Franța.

## Comune
- Bonnevaux
- Brey-et-Maison-du-Bois
- Chapelle-des-Bois
- Châtelblanc
- Chaux-Neuve
- Le Crouzet
- Fourcatier-et-Maison-Neuve
- Gellin
- Jougne
- Labergement-Sainte-Marie
- Longevilles-Mont-d'Or
- Métabief
- Mouthe (reședință)
- Petite-Chaux
- Les Pontets
- Reculfoz
- Remoray-Boujeons
- Rochejean
- Rondefontaine
- Saint-Antoine
- Sarrageois
- Vaux-et-Chantegrue
- Les Villedieu